# Jamie Rauch
Jamie Rauch (Houston, Estados Unidos, 17 de agosto de 1979) es un nadador estadounidense especializado en pruebas de estilo libre, donde consiguió ser subcampeón olímpico en 2000 en los 4x200 metros.

## Carrera deportiva
En los Juegos Olímpicos de Sídney 2000 ganó la medalla de plata en los 4x200 metros estilo libre, con un tiempo de 7:12.64 segundos, tras Australia y por delante de los Países Bajos (bronce).